# 泰山学院附属中学
泰山学院附属中学，始建于1994年2月，位于泰安市泰山区擂鼓石大街西段，是一所隶属于泰安市教育局的初级中学。

## 学校历史
1994年建校以来，先后经历泰安市迎胜中学，泰安师专附中，泰山学院附中三个阶段。
2002年，与迎胜社区创办泰山双语学校，校址在泰山学院附属中学校区内。
2018年，根据泰安市政府和市教育局决议，接管泰安市高铁新区出资建设的一所九年一贯制学校，命名为泰山学院附属中学弘信学校，即泰山学院附属中学高铁校区。并于当年9月开始初中部招生。
目前，泰山学院附属中学已形成“一校三区”的办学格局。“一校”即泰山学院附属中学，“三区”分别为泰山学院附属中学老校区、泰山双语学校、泰山学院附属中学弘信学校。

## 校区关系
泰山双语学校是一所私立学校，但其位于泰山学院附属中学老校区内，两校管理人员和教师基本相同，因而被广泛认为是同一所学校，合称“迎胜中学”。
泰山学院附中高铁校区注册校名为“泰安市泰山学院附属中学弘信学校”，是一所在泰安市民政局注册、泰安高铁新区出资建设、泰山学院附中统一管理的九年一贯制学校。校址位于山东省泰安市高铁新区堰堤北街。其管理人员和教师是由泰山学院附属中学统一选派的，同时也对外招收了一部分人才。高铁校区与校本部实行联合教研、资源共享。

## 学校荣誉
泰山学院附属中学获得国家教育部、科技部“中小幼科技教育研究实验学校”荣誉称号。此外学校还是山东省规范化学校、山东省公民道德建设示范点、山东省教育普法工作先进单位、泰安市文明单位、泰安市职业道德建设十佳单位、泰安市“十佳”道德教育示范学校。
2017年11月，学校被评为第一届全国文明校园。